# Torreblascopedro (kommunhuvudort)
Torreblascopedro är en kommunhuvudort i Spanien.   Den ligger i provinsen Provincia de Jaén och regionen Andalusien, i den centrala delen av landet, 270 km söder om huvudstaden Madrid. Torreblascopedro ligger 333 meter över havet och antalet invånare är 2 713.
Terrängen runt Torreblascopedro är platt åt sydväst, men åt nordost är den kuperad.Runt Torreblascopedro är det ganska tätbefolkat, med 78 invånare per kvadratkilometer. Närmaste större samhälle är Linares de Mora, 10,8 km norr om Torreblascopedro. Trakten runt Torreblascopedro består till största delen av jordbruksmark.